# (704) Interamnia
(704) Interamnia es un asteroide que forma parte del cinturón de asteroides y fue descubierto el 2 de octubre de 1910 por Vincenzo Cerulli desde el observatorio astronómico de Collurania en Teramo, Italia.

## Designación y nombre
Interamnia recibió al principio la designación de 1910 KU.
Más tarde se nombró por el nombre latino de la ciudad italiana de Téramo, lugar del descubrimiento.

## Características orbitales
Interamnia orbita a una distancia media de 3,057 ua del Sol, pudiendo acercarse hasta 2,586 ua y alejarse hasta 3,529 ua. Su excentricidad es 0,1541 y la inclinación orbital 17,31°. Emplea 1953 días en completar una órbita alrededor del Sol.

## Características físicas
Interamnia es quinto asteroide más grande del sistema solar, detrás de Ceres, Palas, Vesta e Higía. A pesar de ser uno de los asteroides más grandes, se ha podido estudiar muy poco, existiendo muy pocos detalles sobre su composición interna o forma y no hay análisis sobre curvas de luz que puedan determinar su inclinación axial. Su aparente alta densidad sugiere un cuerpo sólido sin porosidad interna o rastros de agua. Esto también sugiere que Interamnia es lo suficientemente grande como para poder haber resistido todas las colisiones que se han producido dentro del cinturón de asteroides desde que se formó el sistema solar.[cita requerida]
Su superficie oscura y la relativa gran distancia que mantiene con el Sol, evita que pueda ser divisado con prismáticos 10x50. En la mayor parte de las oposiciones su magnitud aparente es de alrededor a +11, inferior al brillo de Ceres, Palas y Vesta.